# Acraea mairessei
Acraea mairessei is een vlinder uit de familie van de Nymphalidae. De wetenschappelijke naam van de soort is voor het eerst geldig gepubliceerd in 1904 door Per Olof Christopher Aurivillius.